# مرکز هنرهای نمایشی لینکلن

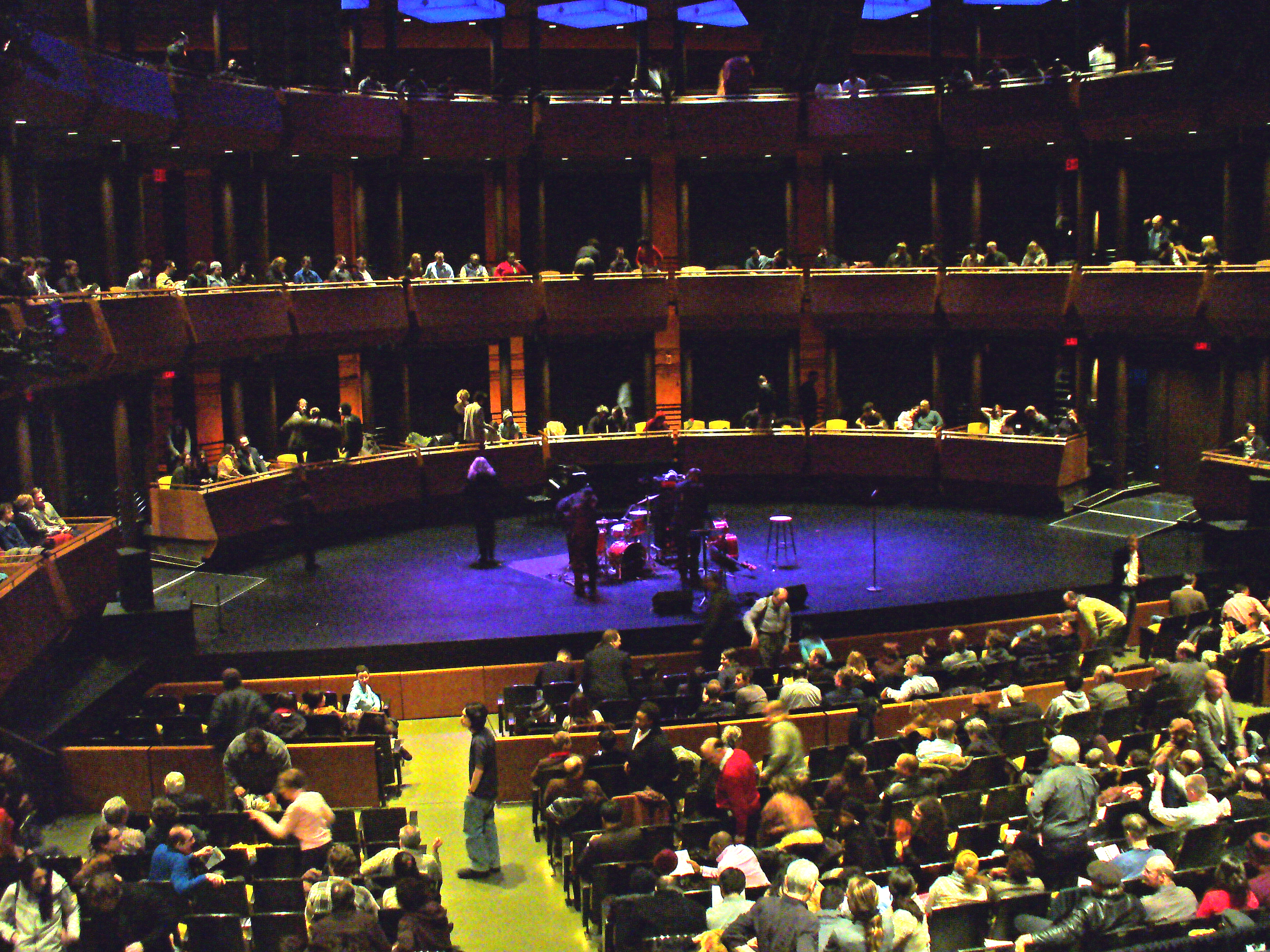

مرکز هنرهای نمایشی لینکلن (به انگلیسی: Lincoln Center for the Performing Arts) یکی از مشهورترین مراکز فرهنگی ایالات متحده آمریکا است. این مرکز متشکل از دوازده مؤسسه بزرگ فرهنگی است که همگی یک جا و در شهر نیویورک می‌باشند. این مرکز با پشتیبانی خانواده راکفلر توسعه یافت.
سالن اپرای متروپولیتن نیویورک یکی از این مؤسسات فرهنگی است. تالار دیوید اچ. کوک از مؤسسات دیگر این مجموعه است.

## وبگاه رسمی
- Lincoln Center for the Performing Arts